# Šunychl
Osada Šunychl (německy Schönichel, polsky Szonychel, slezsky Šunychel) je část města Bohumína, která sestává ze dvou základních sídelních jednotek: Jednou je sama vesnice Šunychl, ležící v katastrálním území Nový Bohumín, druhou pak vesnice Kopytov s vlastním katastrálním územím (2,18 km²). Šunychl se nachází v okrese Karviná v Moravskoslezském kraji.

## Název
Jméno vesnice vychází ze starého německého Schonîchel a to ze spojení ze der schonen îchel ("u pěkného dubu"). Šu- za Šo- je německé nářeční.

## Historie

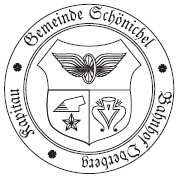
Znak Šunychlu

První zmínka o Kopytově je z roku 1480, kdy v bahnitém lese bylo postaveno devět dřevěných chalup. V tomto roce potvrzuje Štěpán z Vrbna výsady kopytovského fojtství. Obyvatelé byli většinou dřevorubci, zabývající se kácením lesa. Samotný Kopytov leží na ostrohu mezi Odrou a Olší, jméno je snad odvozeno od slova Kopanisko, ale není to jediný výklad.
V roce 1482 vznikla obec Šunychl a vzhledem k tomu, že na sebe společně s Kopytovem navazovaly, jsou popisovány společně, ale samostatný Kopytov byl k Šunychlu připojen až v roce 1920. Vrchnost dala každému chalupníkovi kus pozemku, za což musel robotovat „na panském“. V roce 1820 již bylo napočítáno 52 usedlostí a v roce 1912 bylo zapsáno 62 domovních čísel. V české obecné škole v Šunychlu bylo od září 1922 zahájeno vyučování v jedné třídě, kterou škola používala společně s polskou školou. V roce 1924 se škola stala samostatnou. Česká škola byla organizátorkou kulturního dění v Šunychlu. Pořádaly se přednášky pro dospělé, ochotnická představení, slavnosti, besídky a vánoční nadílky. V roce 1924 také vznikl v Kopytově český hasičský sbor. V roce 1938 byla česká škola zrušena. Obě části, jak Kopytov, tak Šunychl, byly na konci druhé světové války značně poškozeny, zčásti bombardováním a zčásti přímou dělostřelbou. Zasažena byla také škola, ale vyučování v ní přesto v roce 1945 opět začalo. V souvislosti se zprůmyslněním zemědělské práce klesal počet pracovních míst v obci, mladí manželé se stěhovali do nových bytů ve středu města. Dětí ve škole ubývalo a v roce 1967 byla škola zrušena. Česká mateřská škola v Šunychlu byla v provozu od roku 1924 do roku 1964. V katastru obce se nachází také dětský diagnostický ústav.
Současná filiální (přináležející do novobohumínské farnosti) kaple Jména Panny Marie v Šunychlu, v níž je umístěn obraz sv. Jana Nepomuckého z původní kaple (do roku 1912 stávala u statku čp. 14), byla postavena v letech 1906-1907 a vysvěcena dne 11. listopadu 1907. Také současná filiální (přináležející do starobohumínské farnosti) kaple sv. Jana Nepomuckého v sousedním Kopytově, kterou si Kopytováci postavili svépomocí a navíc pololegálně v roce 1950 (posvěcena dne 15. října 1950), není původní. – Původní Svatojánská kaple, která dosahovala pouze polovičních rozměrů té současné, byla značně poškozena během druhé světové války, kdy Kopytovem procházela bojová linie.
V letech 1975 a 1976 vypluly z bývalého přístavu na řece Odře (Kopytovského přístavu) říční lodě s nákladem. Protože provoz přístavu nebyl rentabilní, tak přístav zanikl.
Na území Šunychlu nechalo město postavit čistírnu odpadních vod pro celý Bohumín. Do zkušebního provozu byla čistírna uvedena v roce 1997. Nadále zde probíhá těžba štěrkopísku a nacházejí se zde také významné meandry řeky Odry (Přírodní památka Hraniční meandry řeky Odry). Povodí Odry na území této městské části buduje potřebné a rozsáhlé protipovodňové hráze.

## Zájmy a rekreace
K rekreačním účelům i k rybolovu je dnes využíváno Kalischovo jezero (podle majitele pozemku Karla Kalische z Kopytova, který zde v roce 1936 začal jako první s těžbou štěrku). Mezi nejaktivnější spolky v obci patří sbor dobrovolných hasičů, který má dvě jednotky, a to v Šunychlu i v Kopytově, a svaz chovatelů drobného zvířectva.